# Zeta Leonis
Désignations
Zeta Leonis (ζ Leo / ζ Leonis), également nommée Adhafera, est une étoile géante de la constellation du Lion. Sa magnitude apparente est de +3,44. D'après la mesure de sa parallaxe annuelle par le satellite Hipparcos, elle est située à environ 274 années-lumière de la Terre. Elle se rapproche du Système solaire à une vitesse radiale de −21 km/s.

## Nomenclature
ζ Leonis, latinisé en Zeta Leonis, est la désignation de Bayer de l'étoile. Elle porte également la désignation de Flamsteed de 36 Leonis.
Adhafera est le nom propre de l'étoile aujourd’hui approuvé par l’Union astronomique internationale (UAI). Ce nom, qui possède la variante Aldhafera dans certains catalogues, a été introduit par Elijah Hinsdale Burritt (de) (1837), à partir de la transcription AlDhaphira donnée par Thomas Hyde (1665) dans sa traduction du سلطانی Zīğ-i Sulṭānī ou « Tables sultaniennes » d’Uluġ Bēg (1437) du traité d’Uluġ Bēg (1437), et il a pu se diffuser largement grâce à sa mention par Richard Hinckley Allen (1899).
Ce nom vient de l’arabe الضفيرة al Ḍafira, « la Natte de cheveux », qui s’applique au groupe situé au-dessus de la queue du Lion gréco-arabe, pour rendre le grec Πλόκαμος, la « Boucle de cheveux », chez Ptolémée. Voir aussi Alpha Comae Berenices (α Com).

## Environnement stellaire
Adhafera semble appartenir au courant de la Grande Ourse, un groupe d'étoiles partageant une origine commune et un mouvement similaire dans l'espace. Bien que probable, son appartenance à ce groupe n'est pas encore totalement certaine,.
Elle forme une étoile double avec l'étoile de sixième magnitude 35 Leonis. Elle est localisée à une distance angulaire de 5,6 minutes d'arc et à un angle de position de 337° d'Adhafera (en date de 2015). La parallaxe fortement différente entre les deux étoiles indique que leur distance à la Terre est différente et que, par conséquent, leur proximité apparente n'est que fortuite.

## Propriétés
Adhafera est une étoile géante jaune-blanc de type spectral F0IIIa. Elle est 248 fois plus lumineuse que le Soleil. C'est une variable suspectée dont la magnitude apparente semble varier entre 3,42 et 3,46.